# Giulio Acquaviva d'Aragona
Giulio Acquaviva d'Aragona, né à Naples en 1546 et mort à Rome le 21 juillet 1574, est un cardinal italien.
Il est un neveu du cardinal Giovanni Vincenzo Acquaviva d'Aragona (1542) et de Fr. Claudio Acquaviva, S.J., supérieur général de la Compagnie de Jésus, le frère des cardinaux Ottavio Acquaviva d'Aragona, seniore (1591) et du martyr Ridolfo Acquaviva, S.J., et le grand-oncle du cardinal Ottavio Acquaviva d'Aragona, iuniore (1654). Les autres cardinaux de la famille sont Francesco Acquaviva d'Aragona (1706), Troiano Acquaviva d'Aragona (1732) et  Pasquale Acquaviva d'Aragona (1770).

## Repères biographiques
Giulio Acquaviva d'Aragona est référendaire au tribunal suprême de la Signature apostolique. Le pape l'envoie en Espagne pour inciter le roi Philippe II à défendre l'immunité et la juridiction ecclésiastique à Milan. Il accomplit la mission avec succès.
Le pape Pie V le crée cardinal lors du consistoire du 17 mai 1570. Le cardinal Acquaviva participe au conclave de 1570, lors duquel Grégoire XIII est élu.